# Dimorphicosmia
Dimorphicosmia là một chi bướm đêm thuộc họ Noctuidae.

## Loài
- Dimorphicosmia variegata (Oberthür, 1879)